# ناوشکن کلاس اوبرین
دیسترویر کلاس اوبرین (به انگلیسی: O'Brien-class destroyer) یک کلاس از کشتی است که طول آن ۳۰۵ فوت ۵ اینچ (۹۳٫۰۹ متر) می‌باشد.